# Alonso de Cárdenas

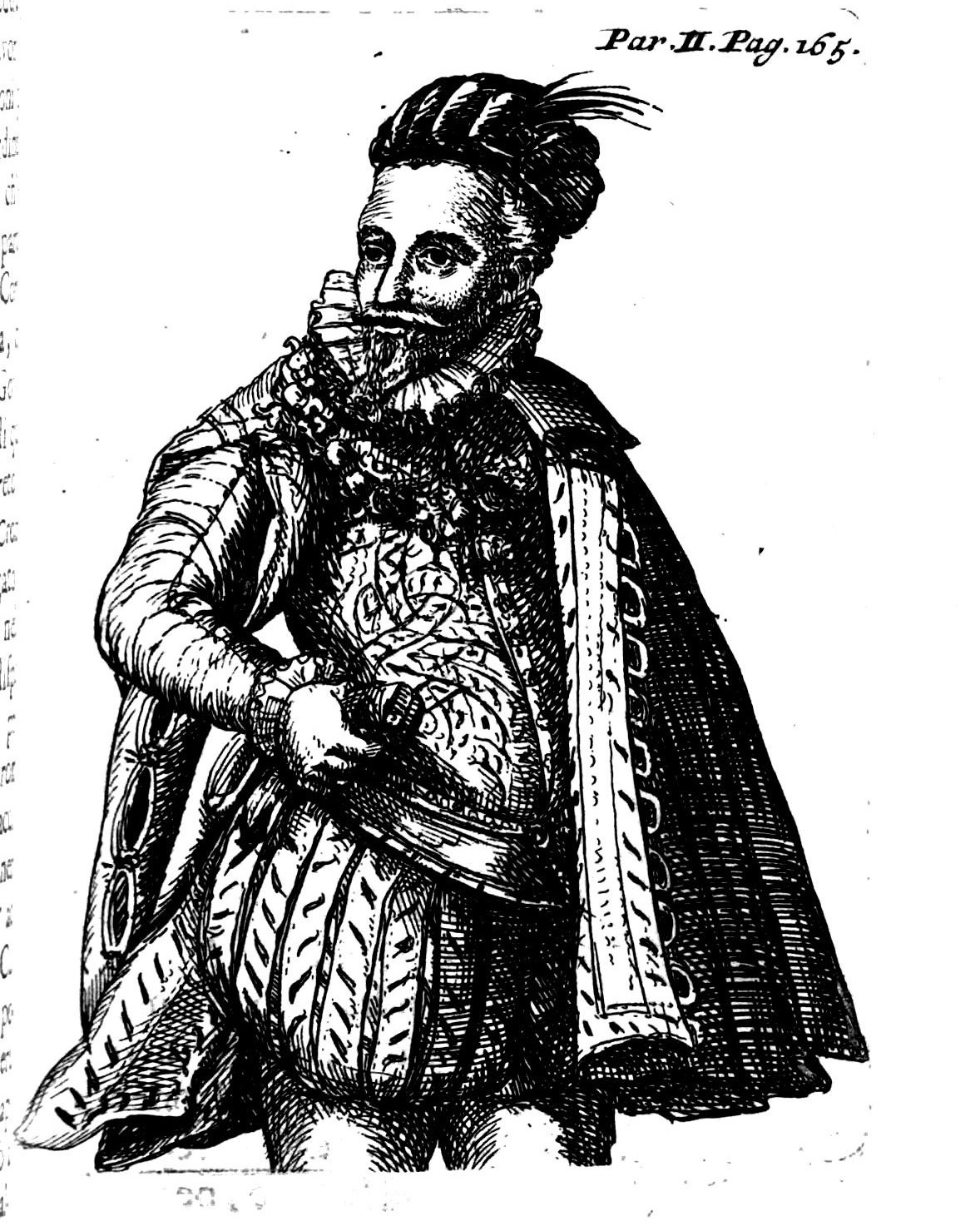
Alonso de Cárdenas

Alonso de Cárdenas (* 1592 in Madrid; † 1664) war ein spanischer Adeliger und Diplomat.

## Herkunft und Familie

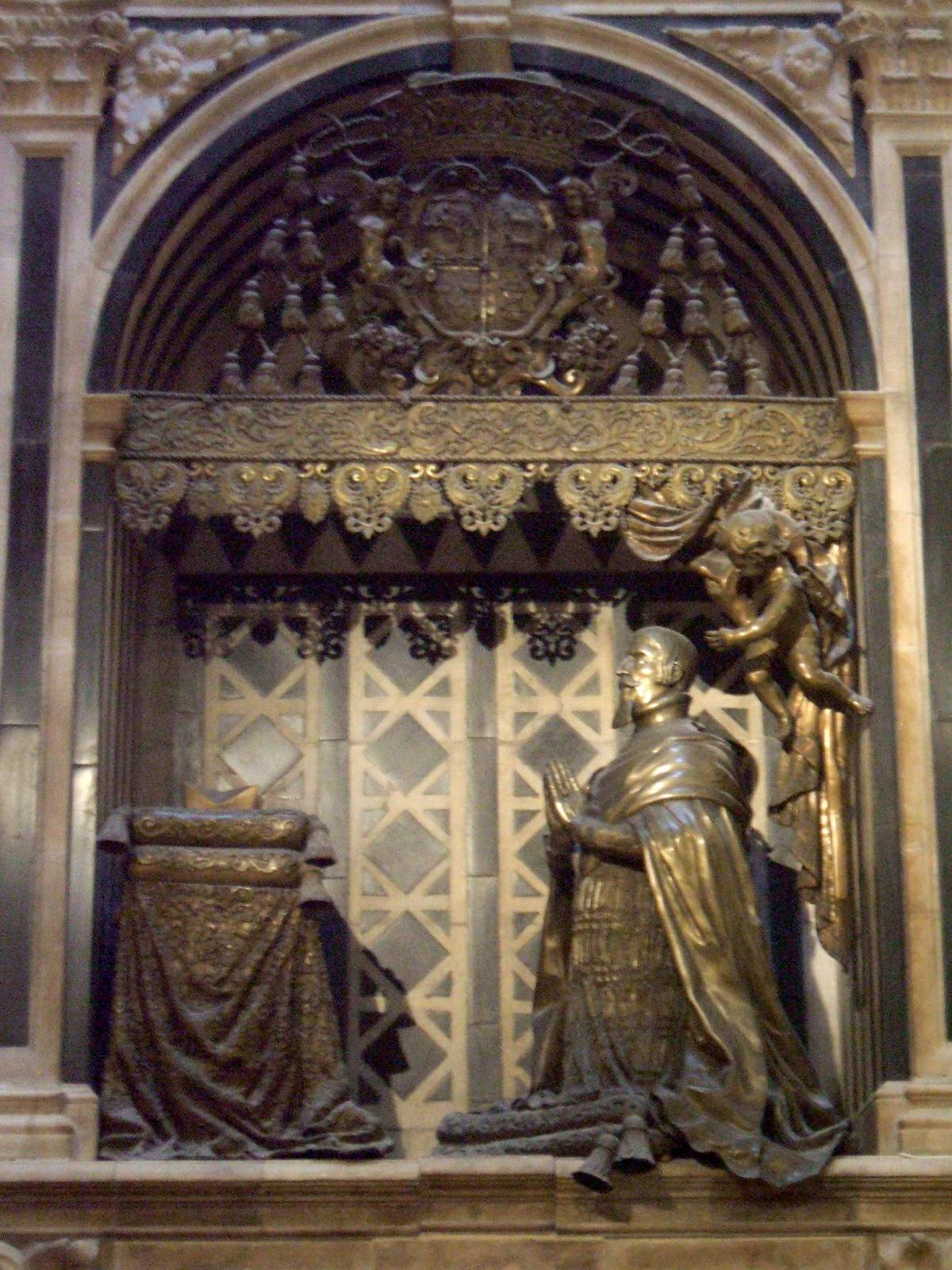
Der Bruder, Erzbischof Enrique de Peralta y Cárdenas (1594–1678)

Er war der zweite Sohn von Urbán de Peralta y Calderòn and Elvira de Cárdenas y Figueroa, Schwester des Grafen von Puebla del Maestre (Extremadura). Eigentlich hieß er Alonso de Peralta, wegen Erbaussichten auf Puebla del Maestre führte er aber hauptsächlich den Familiennamen seiner Mutter. Alonsos jüngerer Bruder Enrique de Peralta y Cárdenas (1594–1678) amtierte als Erzbischof von Burgos und ist in der Heinrichskapelle der dortigen Kathedrale bestattet, wo sich auch sein großartiges Grabdenkmal befindet.

## Leben und Wirken
Alonso de Cárdenas diente dem Königreich Spanien als Diplomat und war Ritter des Santiago-Ordens. Von 1629 bis 1631 arbeitete er unter dem spanischen Vizekönig, im Königreich beider Sizilien, in Neapel, ab 1638 fungierte der Edelmann als Gesandter König Philipp IV. in London. Nach Hinrichtung des englischen Königs Karl I. (1649) erwarb Cárdenas aus dessen Nachlass Kunstschätze für die spanische Krone. Darunter befanden sich viele wertvolle Gemälde die heute im Museo del Prado in Madrid hängen, u. a. Dürers Selbstbildnis mit Landschaft.

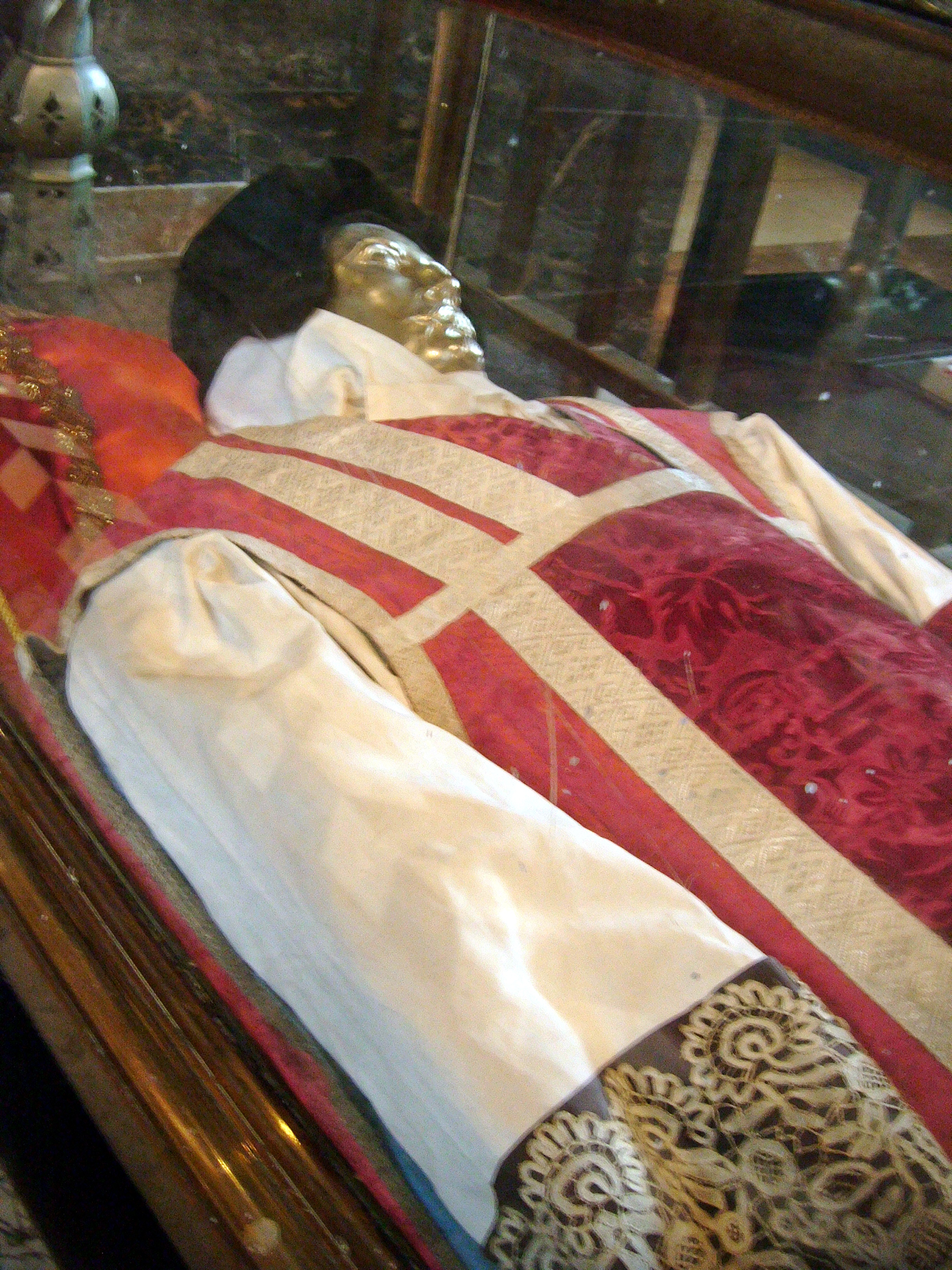
Der von Cárdenas gerettete Leib des Heiligen John Southworth

Cárdenas unterhielt regen Kontakt mit den verfolgten Katholiken der englischen Hauptstadt und ermöglichte ihnen den Gottesdienstbesuch in seiner Gesandtschaftskapelle. Als am 28. Juni 1654 der katholische Priester John Southworth wegen Ausübung seines Seelsorgeamtes gehängt und gevierteilt wurde, kaufte Alonso de Cárdenas Southworths Körper für 40 Guineen, ließ ihn einbalsamieren, wieder zusammensetzen und schaffte ihn heimlich außer Landes. John Southworth wurde 1655 im englischen Exil-Seminar von Douai beigesetzt und seither als Märtyrer verehrt; heute ist er ein offizieller Heiliger der katholischen Kirche und ruht in der Londoner Westminster Cathedral. Durch diese Angelegenheit fiel der Diplomat bei dem englischen Regierungschef Oliver Cromwell in Ungnade.
Wegen der sich zuspitzenden politischen Situation musste die spanische Botschaft 1656 schließen und Alonso de Cárdenas begab sich nach Brüssel. Hier betätigte er sich in der Umgebung des englischen Exilkönigs Karl II. und unterstützte dessen Restaurationspläne, die sich 1660 verwirklichten. Während seiner ganzen englischen Botschafterzeit hielt er regen Kontakt mit vielen Londoner Parlamentariern, deren politischen Einfluss er schätzte. Die „Encyclopedia of the Revolutions and Wars of England, Scotland and Ireland, 1639-1660“ bezeichnet Cárdenas als „Realisten und unermüdlichen Diplomaten im Dienste seines Landes.“ Durch ihn habe Spanien als erstes Land im englischen Parlament die legitime Vertretung des Landes gesehen. In Brüssel schrieb Alonso de Cárdenas seine Erinnerungen an England in den Jahren 1638–1656 nieder, die sich heute als Manuskript in der Cambridge University Library befinden.